# David Robertson (Radsportler)
David Cairns Robertson (* 1883 in Harthill, South Yorkshire; † 11. August 1963 in Norwich) war ein britischer Radsportler. 
David Robertson nahm 1908 an den Olympischen Spielen in London teil. Im Rennen über 20 Kilometer konnte er sich nicht platzieren, über 100 Kilometer belegte er Rang sieben.
David Robertson war der Bruder des Langstreckenläufers Archie Robertson, der ebenfalls 1908 an den Olympischen Spielen teilnahm und eine Gold- wie eine Silbermedaille errang. Die Gebrüder Robertson handelten mit Fahrrädern und Trainingsgeräten unter dem Firmennamen Robertsons. Der Betrieb befand sich in Peterborough (Northampton) und wurde zum 18. November 1909 aufgelöst.